# BenQ P30
BenQ P30 là một mẫu điện thoại di động SmartPhone 2.5G do hãng BenQ sản xuất, nó sử dụng công nghệ UIQ dựa trên nền tảng hệ điều hành Symbian. Chiếc điện thoại này được ra mắt vào tháng 10 năm 2004, chủ yếu ở thị trường Viễn Đông.

## Chi tiết kỹ thuật
- Giao diện người dùng: UIQ 2.1
- Hệ điều hành: Symbian OS v7.0
- Hiển thị: 65.536 màu, 16-bit với màn hình cảm ứng TFT
- Kích cỡ màn hình: 2.6 inch, 208x320 pixels
- Kích thước: 118 x 52 x 17 mm
- Nặng: 150 g
- Thời gian chờ: 120 giờ
- Thời gian gọi: 5 giờ
- Thẻ nhớ ngoài: SD/ MMC
- Mạng: 3 băng tầng 900/1800/1900 MHz
- GPRS class 10 hỗ trợ wireless

## Tính năng
- Camera kỹ thuật số VGA
- Đa phương tiện: Nghe nhạc MP3 và xem phim MPEG4
- Web: Trình duyệt WAP2.0
- Tin nhắn: Email, MMS, SMS
- Chức năng PIM: Danh bạ, lịch, ghi chú,...
- Kết nối: USB, Hồng ngoại và Bluetooth
- Khả năng nhập bằng tay i-Tap
- Tính năng đọc tài liệu văn phòng
- Tự nhận biết giọng nói
- Album ảnh
- Thoại rảnh tay
- Tính năng gọi nhóm
- Hỗ trợ Java MIDP 2.0